# Carlo di Borbone-Due Sicilie Orleans
Carlo María Fernando Luigi Filippo di Borbone-Due Sicilie e Orléans (Madrid, 5 settembre 1908 – Eibar, 27 settembre 1936) era Infante di Spagna.

## Biografia

### Giovinezza ed educazione

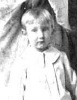
Carlo di Borbone-Due Sicilie in tenera età

Era il figlio maggiore di Carlo Tancredi di Borbone-Due Sicilie infante di Spagna e principe delle Due Sicilie, e della principessa Luisa d'Orléans, sposata in seconde nozze. Era fratello della principessa Maria Mercedes madre di re Juan Carlos I di Spagna.
Nel 1921 con la famiglia si trasferì a Siviglia, dove il padre era stato nominato Capitano generale d'Andalusia. Carlos si iscrisse alla Facoltà di Filosofia e lettere della Universidad de Murcia.

### Carriera militare
Nel 1929 è chiamato nell'esercito spagnolo, terzo reggimento zappatori di Siviglia, come sottotenente.
Nell'aprile 1931, alla proclamazione della Seconda repubblica spagnola, andò in esilio in Francia, dove perfezionò di studi d'arte a Parigi, in particolare in scultura.

### Guerra civile e morte
Con lo scoppio nel luglio 1936 della guerra civile spagnola chiese ad Alfonso XIII di potersi arruolare volontario nelle file nazionaliste. Il 30 luglio si presentò al centro d'arruolamento di Pamplona e con il grado di tenente di complemento fu assegnato all'addestramento dei volontari della Milizia nazionale.
Chiese di essere inviato in prima linea e il 27 settembre cadde in combattimento a Eibar e fu sepolto nel cimitero di Tolosa. Nel 1941 il padre fece traslare la salma nella cripta della chiesa del Divino Salvador di Siviglia.

## Ascendenza
|                                                     |                              |                                       | Genitori                                   |  |  | Nonni |  |  | Bisnonni                        |  |  | Trisnonni                     |  |
|                                                     |                              |                                       |                                            |  |  |       |  |  | Ferdinando II delle Due Sicilie |  |  | Francesco I delle Due Sicilie |  |
|                                                     |                              |                                       |                                            |  |  |       |  |  | Ferdinando II delle Due Sicilie |  |  | Francesco I delle Due Sicilie |  |
|                                                     |                              | Maria Isabella di Borbone-Spagna      |                                            |  |  |       |  |  | Ferdinando II delle Due Sicilie |  |  |                               |  |
| Alfonso di Borbone-Due Sicilie                      |                              |                                       |                                            |  |  |       |  |  | Ferdinando II delle Due Sicilie |  |  |                               |  |
|                                                     |                              | Maria Teresa d'Asburgo-Teschen        | Carlo d'Asburgo-Teschen                    |  |  |       |  |  |                                 |  |  |                               |  |
|                                                     |                              | Maria Teresa d'Asburgo-Teschen        | Carlo d'Asburgo-Teschen                    |  |  |       |  |  |                                 |  |  |                               |  |
|                                                     |                              | Maria Teresa d'Asburgo-Teschen        | Enrichetta di Nassau-Weilburg              |  |  |       |  |  |                                 |  |  |                               |  |
| Carlo Tancredi di Borbone-Due Sicilie               |                              | Maria Teresa d'Asburgo-Teschen        |                                            |  |  |       |  |  |                                 |  |  |                               |  |
|                                                     |                              | Principe Francesco, Conte di Trapani  | Francesco I delle Due Sicilie              |  |  |       |  |  |                                 |  |  |                               |  |
|                                                     |                              | Principe Francesco, Conte di Trapani  | Francesco I delle Due Sicilie              |  |  |       |  |  |                                 |  |  |                               |  |
|                                                     |                              | Principe Francesco, Conte di Trapani  | Maria Isabella di Borbone-Spagna           |  |  |       |  |  |                                 |  |  |                               |  |
| Principessa Maria Antonietta di Borbone-Due Sicilie |                              | Principe Francesco, Conte di Trapani  |                                            |  |  |       |  |  |                                 |  |  |                               |  |
|                                                     |                              | Arciduchessa Maria Isabella d'Austria | Leopoldo II, Granduca di Toscana           |  |  |       |  |  |                                 |  |  |                               |  |
|                                                     |                              | Arciduchessa Maria Isabella d'Austria | Leopoldo II, Granduca di Toscana           |  |  |       |  |  |                                 |  |  |                               |  |
|                                                     |                              | Arciduchessa Maria Isabella d'Austria | Maria Antonia di Borbone-Due Sicilie       |  |  |       |  |  |                                 |  |  |                               |  |
| Carlo di Borbone-Due Sicilie Orleans                |                              | Arciduchessa Maria Isabella d'Austria |                                            |  |  |       |  |  |                                 |  |  |                               |  |
|                                                     | Ferdinando Filippo d'Orléans | Luigi Filippo di Francia              |                                            |  |  |       |  |  |                                 |  |  |                               |  |
|                                                     | Ferdinando Filippo d'Orléans | Luigi Filippo di Francia              |                                            |  |  |       |  |  |                                 |  |  |                               |  |
|                                                     | Ferdinando Filippo d'Orléans | Maria Amalia di Borbone-Due Sicilie   |                                            |  |  |       |  |  |                                 |  |  |                               |  |
| Luigi Filippo Alberto d'Orléans                     | Ferdinando Filippo d'Orléans |                                       |                                            |  |  |       |  |  |                                 |  |  |                               |  |
|                                                     |                              | Elena di Meclemburgo-Schwerin         | Federico Ludovico di Meclemburgo-Schwerin  |  |  |       |  |  |                                 |  |  |                               |  |
|                                                     |                              | Elena di Meclemburgo-Schwerin         | Federico Ludovico di Meclemburgo-Schwerin  |  |  |       |  |  |                                 |  |  |                               |  |
|                                                     |                              | Elena di Meclemburgo-Schwerin         | Carolina Luisa di Sassonia-Weimar-Eisenach |  |  |       |  |  |                                 |  |  |                               |  |
| Luisa d'Orléans                                     |                              | Elena di Meclemburgo-Schwerin         |                                            |  |  |       |  |  |                                 |  |  |                               |  |
|                                                     |                              | Antonio d'Orléans                     | Luigi Filippo di Francia                   |  |  |       |  |  |                                 |  |  |                               |  |
|                                                     |                              | Antonio d'Orléans                     | Luigi Filippo di Francia                   |  |  |       |  |  |                                 |  |  |                               |  |
|                                                     |                              | Antonio d'Orléans                     | Maria Amalia di Borbone-Due Sicilie        |  |  |       |  |  |                                 |  |  |                               |  |
| Maria Isabella d'Orléans                            |                              | Antonio d'Orléans                     |                                            |  |  |       |  |  |                                 |  |  |                               |  |
|                                                     |                              | Luisa Ferdinanda di Borbone-Spagna    | Ferdinando VII di Spagna                   |  |  |       |  |  |                                 |  |  |                               |  |
|                                                     |                              | Luisa Ferdinanda di Borbone-Spagna    | Ferdinando VII di Spagna                   |  |  |       |  |  |                                 |  |  |                               |  |
|                                                     |                              | Luisa Ferdinanda di Borbone-Spagna    | Maria Cristina di Borbone-Due Sicilie      |  |  |       |  |  |                                 |  |  |                               |  |
|                                                     |                              | Luisa Ferdinanda di Borbone-Spagna    |                                            |  |  |       |  |  |                                 |  |  |                               |  |